# Lindenstraße 62 (Quedlinburg)

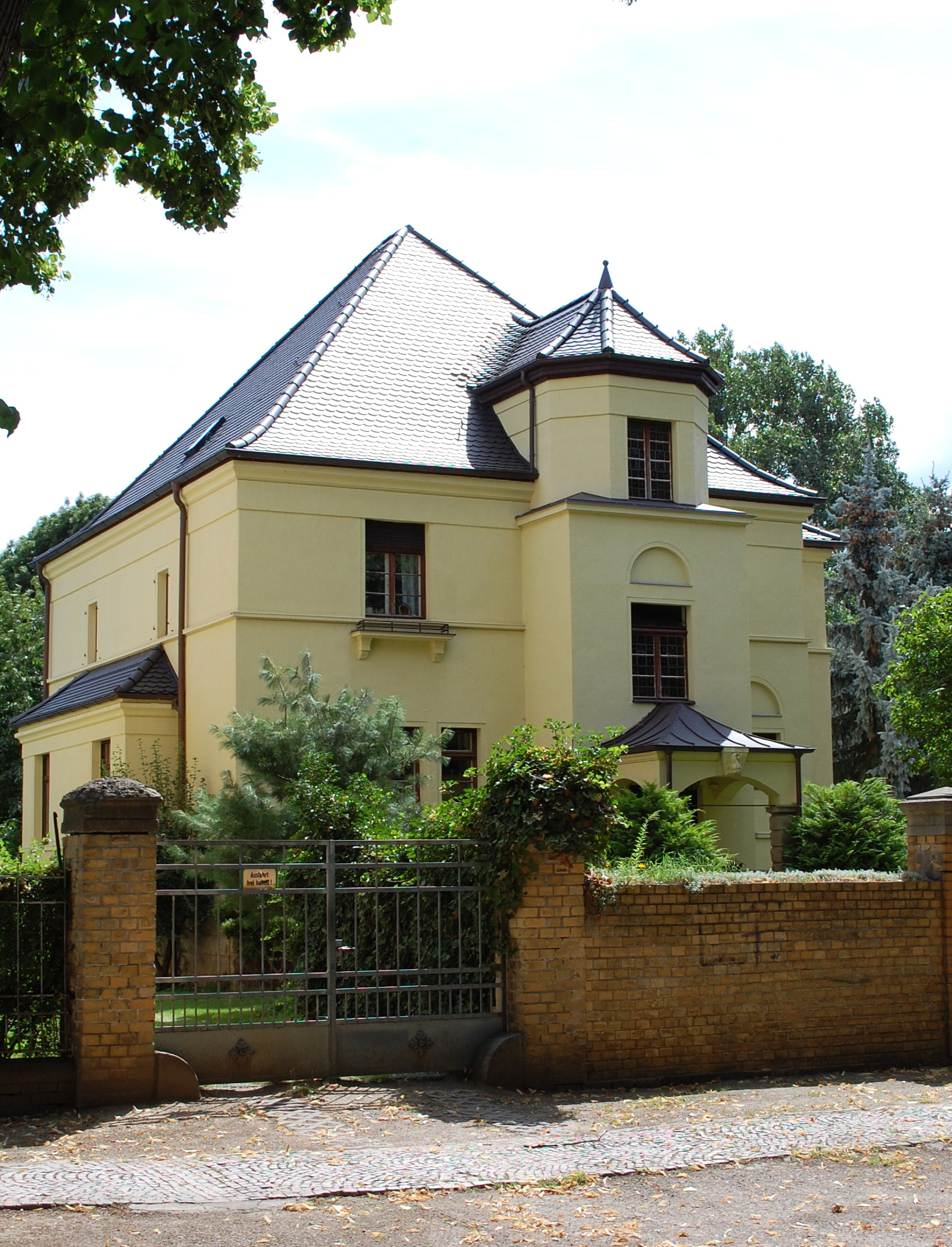
Haus Lindenstraße 62

Das Haus Lindenstraße 62 ist ein denkmalgeschütztes Gebäude in Quedlinburg in Sachsen-Anhalt.

## Lage
Die im Quedlinburger Denkmalverzeichnis eingetragene Villa befindet sich nördlich der historischen Quedlinburger Innenstadt. Sie befindet sich auf der Südseite der Straße und ist im Verhältnis zur übrigen Straßenflucht zurückversetzt.

## Architektur und Geschichte
Die zweigeschossige, verputzte Villa entstand im Jahr 1924. Bemerkenswert ist die ungewöhnliche Gestaltung des Hauseingangs. Der Zugang erfolgt durch einen mittig vor dem Gebäude angeordneten Portikus, durch den man in das turmartig gestaltete Treppenhaus gelangt. Sowohl die Pfeiler des Portikus als auch der Sockel des Gebäudes selbst ist mit bossierten Quadern gestaltet.
Am Haus sind noch einige originalen Fenster und Bleiverglasungen erhalten.